# Stella Villarmea
Stella Gabriela Villarmea Requejo (Madrid, 1968) es una filósofa e investigadora española, catedrática de Filosofía de la Universidad Complutense de Madrid. Experta en Teoría del Conocimiento, Filosofía de la Emancipación y Pensamiento Contemporáneo, entre sus principales líneas de investigación se encuentra la filosofía del nacimiento, los derechos en salud reproductiva y sexual de las mujeres y la violencia obstétrica. Desde 2018 desarrolla en la Universidad de Oxford el proyecto de investigación Controversias en el parto: de la epistemología a las prácticas. Es también investigadora principal del proyecto Filosofía del nacimiento: repensando el origen de las humanidades médicas de la Universidad de Alcalá. Desde 2018 dirige el Festival de Filosofía de Málaga.

## Trayectoria
Estudió Filosofía en la Universidad Complutense de Madrid donde se doctoró en 1998 con una tesis titulada El problema del escepticismo en la epistemología analítica contemporánea. En el terreno de la docencia fue profesora adjunta en la Universidad de Saint Louis entre los años 1997 y 2000. En 1998 empieza a enseñar filosofía en la Universidad de Alcalá. Ha participado en el Programa de Intercambio Europeo de Enseñanza en las  Universidades de Humboldt y Paderborn (Alemania), Lund (Suecia), Marie Curie (Polonia) y Kent (Reino Unido). 
De 2013 a 2018 fue Coordinadora del Grado de Humanidades en la Universidad de Alcalá y desde 2018 desarrolla el proyecto de investigación "Controversias en el parto: de la epistemología a las prácticas" (VOICE), en la Universidad de Oxford. (2018-2020). Es también investigadora principal del proyecto de investigación,"Filosofía del nacimiento: repensando el origen de las humanidades médicas", Programa de Investigación, Desarrollo e Innovación, Ministerio de Economía en España (2016-19).

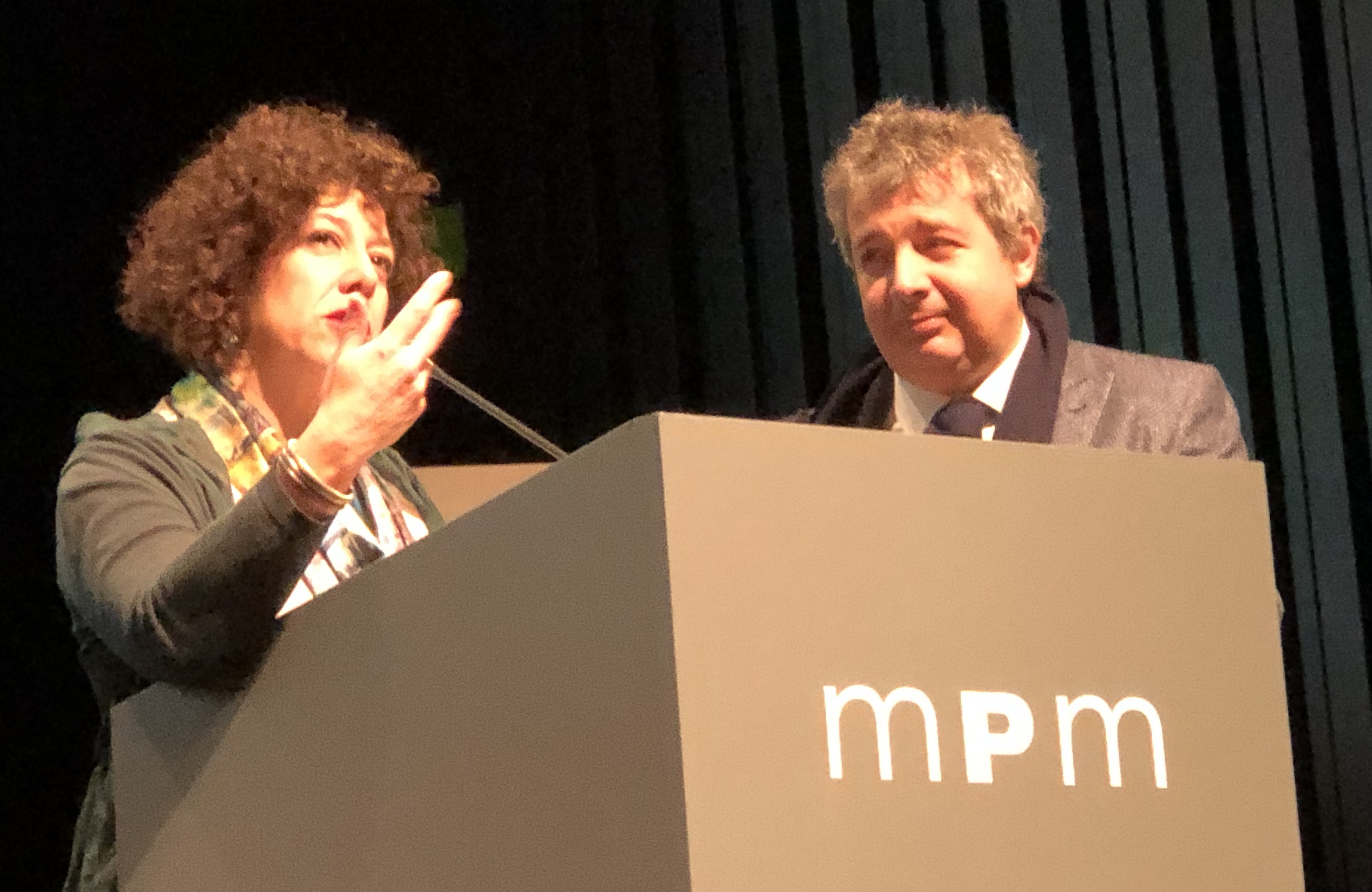
Stella Villarmea presenta a Luca M. Scarantino en el II Festival de Filosofía de Málaga

En los últimos años, intenta abordar los conceptos y experiencias de  maternidad, cuerpo y alteridad desde distintos planteamientos filosóficos.
En diciembre de 2017 fue nombrada catedrática de Universidad del área de "Filosofía" adscrita al Departamento de Historia y Filosofía de la Universidad de Alcalá. En 2020 se incorpora al departamento de Lógica y Filosofía Teórica de la Universidad Complutense de Madrid.
Es miembro de los Comités Directivos de la Federación Internacional de Asociaciones de Filosofía (FISP) y Red española de Filosofía (REF). Fue también ponente de la Asociación Internacional de Mujeres Filósofas (IAPh) entre 2014 y 2018. Desde su creación en 2018 dirige el Festival de Filosofía de Málaga en el que han intervenido Antonio Campillo, Javier Echevarría, Ana de Miguel, María José Frápolli, Concha Roldán,  Luca M. Scarantino, etc. 

## Filosofía del nacimiento
Una de las principales líneas de trabajo de Villarmea es la filosofía del nacimiento que aborda cómo se pare y se nace, y las consecuencias que tiene para el ser humano la forma de parir y nacer. Fecundación in vitro, maternidad subrogada, partos por cesárea o partos programados plantean nuevos escenarios a reflexionar desde la ética.
Demasiado a menudo -señala Villarmea- por delante de los intereses de los recién nacidos o sus madres se ponen los intereses de gestión sanitaria o de agenda profesional. Pero quizá lo más importante es cambiar la lente de enfoque: el ámbito del parto y del nacimiento no es solo una cuestión de salud, es también una cuestión de derechos, expectativas, creencias, valores, deseos, intenciones … es, en fin, un ámbito en el que pasan cosas que importan y nos importan como seres humanos, no solo como cuerpos, que también. (...) La sala de partos sigue sin ser, por decirlo con Virginia Woolf, un ‘espacio propio’ para la parturienta. Esto nos tiene que hacer reflexionar sobre qué estamos haciendo mal en este ámbito, el del nacimiento, tan central para la vida de muchas mujeres y de todos los que vivimos en sociedad.

## Publicaciones

### Libros
- Las direcciones de la mirada moral (2003) con Oscar L. González-Castán. Univeresidad de Alcalá ISBN: 84-8138-543-3
- Charles Padron: The Life of Reason in an Age of Terrorism: Contemporary Views, Amsterdam/New York, Brill Publishers.. : Brill Academic Publishers. 2018. 210 p. Colección Value Inquiry Book Series 253, Philosophy in Spain Special Series..
- Lessons in Exile. Brill Publishers, Value Inquiry Book Series 323, Philosophy in Spain Special Series.. : Brill Academic Publishers. 2018. 210 p. Colección Value Inquiry Book Series 253, Philosophy in Spain Special Series.. ISBN: 978-90-04-38515-3.
- Pregnancy and Childbirth: International Controversies and Consensus, Cambridge University Press. : Cambridge University Press. 2018. 350 p.
- Igualdad de género en Filosofía en la Universidad española. 2016. 17 p. Colección Mesa de Universidades, II Jornadas de la Red española de Filosofía (REF), UNED.
- Escepticismo en la epistemología analítica contemporánea. Saarbrücken(Alemania): Editorial Académica Española Lap Lambert Academic Publishing GmbH. 2013.
- The Revolt of Unreason. Miguel de Unamuno and Antonio Caso On the Crisis of Modernity. : Rodopi. 2012. 193 p. Colección Value Inquiry Book Series. ISBN: 978-90-420-3550-8.

### Capítulos de libros
- Razón y útero: el debate ilustrado y la obstetricia contemporánea. Mujer, salud y cerebro, Madrid, Síntesis. . 2018, p. 129-143.
- On Obstetrical Controversies: Refocalization as Conceptual Innovation con Ibone Olza Fernández y Adela Recio Á. J. Perona (ed.): Normativity and Praxis. Remarks on Controversies Milán(Italia): Mímesis. 2016, p. 157-188.
- El Parto es Nuestro: El impacto de una asociación de usuarias en la reforma del sistema obstétrico de España. con Ibone Olza Fernández y Adela Recio D. Rodríguez-Arias y R. Triviño (eds.): Cuestiones de vida y muerte. Perspectivas éticas y jurídicas en torno al nacer y el morir. (ISBN: 978-84-16032-58-7) : Plaza y Valdés. 2016, p. 59-84.
- Filosofía, Humanidades y Magisterio. Antonio Campillo y Manzanero, D. (coords): Los retos de la Filosofía en el siglo XXI. : Publicaciones de la Universidad de Valencia. 2015, p. 39-53.
- Epistemología en situación: Nuevas aproximaciones a la relación entre mujeres y poder con Nuria Guilló,  L. M. Branciforte (ed.) La guillotina del poder. : PLAZA Y VALDES, SL. 2015, p. 223-241.
- Controversias e innovación conceptual. Una aproximación a la filosofía del nacimiento. Antonio Campillo, A. y Manzanero, D. (coords): Los retos de la Filosofía en el siglo XXI. : Publicaciones de la Universidad de Valencia. 2015, p. 23-36.
- Normatividad y praxis en el uso emancipatorio del lenguaje: Aproximación desde la certeza en Wittgenstein. D. Pérez Chico y J. V. Mayoral (eds.): Wittgenstein y Sobre la Certeza. Nuevas perspectivas. (México): Plaza y Valdes SL  2015, p. 251-281.
- Editorial Foreword (Prefacio e Introducción). Michael Candelaria: The Revolt of Unreason. Miguel de Unamuno and Antonio Caso On the Crisis of Modernity (ISBN: 978-90-420-3550-8) Ámsterdam(Holanda (Países Bajos)): Rodopi. 2012, vol 253.
- Sujetos de pleno derecho. El nacimiento como tema filosófico. Eulalia Pérez Sedeño y R. Ibáñez Martín (eds.): Cuerpos y diferencias. México, Plaza y Valdés Editores. : Plaza y Valdes SL. 2012.
- Vivir como si fuera posible recuperar la certeza perdida. Normatividad y praxis: el interés del conocimiento . 2010, p. 111-120.
- Rethinking the origin: birth and human value. Creating a Global Dialogue on Value Inquiry. Papers from the XXII World Congress of Philosophy (ISBN: 0-7734-4702-4) Lewiston, Nueva York(Estados Unidos): The Edwin Mellen Press. 2009, p. 311-329.
- Sentido y conocimiento: un análisis epistemológico de diferentes tipos de proposición en Sobre la Certeza y en el Tractatus. L. Fernández Moreno (ed.): Para leer a Wittgenstein: Lenguaje y pensamiento. Madrid, Biblioteca Nueva. . 2008, p. 133-154.

### Artículos
- Cuando los sujetos se embarazan. Filosofía y maternidad. con Ester Massó Guijarro Dilemata (2015)
- El Parto es Nuestro: El impacto de una asociación de usuarias en la reforma del sistema obstétrico de España. Dilemata. Revista Internacional de Éticas Aplicadas. 2015, p. 157-183
- Innovación conceptual y activismo: a propósito del parto y del nacimiento normal. Revista Ob Stare. 2012, núm 20, p. 11-17
- El papel de la mujeres en la docencia y en la investigación de la filosofía Archivado el 20 de abril de 2019 en Wayback Machine.. con Esperanza Rodríguez Guillén y Concha Roldán, Instituto de Filosofía del CSIC.
- Paradojas, normatividad y praxis: Lenguaje emancipatorio en torno al nacimiento. en Revista Asociación de Alumnos de Postgrado de Filosofía TALES: Paradojas y otros abismos. Actas del IV Congreso de Jóvenes Investigadores en Filosofía, nº 4 (2011), pp. 11-32, ISSN: 2172-2587.".
- E. Levinas y "La Mujer": Materiales para una Crítica de la Razón Patriarcal. (1995)